# El círculo rojo
El círculo rojo (título original: The Adventure of the Red Circle) es uno de los 56 relatos cortos sobre Sherlock Holmes escrito por Arthur Conan Doyle. Fue publicado originalmente en The Strand Magazine y posteriormente recogido en la colección Su última reverencia.

## Argumento
En este relato, sino previa introducción, Watson  nos sumerge en el laberinto de la acción. Los inquilinos del 221-B de Baker Street atienden la visita de la señora Warren, dueña de una casa de huéspedes. Al describir la actitud adoptada por Holmes  ante la buena mujer, Watson hace una interesante observación: "Holmes tenía un lado accesible: el del halago; y para ser justo con él, otro más: el de la bondad". Barómetro de los sentimientos de Conan Doyle hacia su personaje, Watson descubre con sus observaciones la careta con la que Holmes intenta ocultar su verdadero rostro.
Atendiendo las súplicas de la señora Warren, Holmes y Watson se acercan a su modesta pensión para intentar resolver el misterio de un huésped que paga principescamente su estancia pero que no se deja ver jamás. Ocultos, comprobarán que el misterio se agranda, ya que quien ocupa la habitación no es el caballero que la alquiló, sino una bella mujer. La habilidad y su insondable archivo le servirán a Holmes para desentrañar el misterio, descubriendo los mensajes que la bella dama recibe de su amado a través de los anuncios por palabras de un periódico. Holmes intervendrá, junto con Gregson de Scotland Yard y Leverton de la norteamericana agencia Pinkerton, para lograr la libertad de la bella dama y de su marido, quienes logran acabar con la terrible persecución de que eran objeto por parte de Giuseppe Gorgiarno, miembro del Círculo Rojo. La bella señora de Lucca impresiona vivamente a Sherlock Holmes, que la define como "una mujer nada corriente".